# فراس بالعربی
فراس بالعربی (عربی: محمد فراس بالعربي؛ زادهٔ ۲۷ مهٔ ۱۹۹۶) بازیکن فوتبال اهل تونس است.
از باشگاه‌هایی که در آن بازی کرده‌است می‌توان به باشگاه فوتبال بالمرسی، باشگاه فوتبال بنزرتی، باشگاه ورزشی الفجیره امارات، باشگاه فوتبال عجمان امارات، و باشگاه فوتبال ستاره ساحلی اشاره کرد.
وی همچنین در تیم‌های ملی فوتبال Tunisia national under-17 football team و تونس بازی کرده‌است.